# Unimog 418
 (mars 2025).
L'Unimog 418 est un véhicule de la série Unimog de Mercedes-Benz. Daimler-Benz AG l'a construit en tant que successeur de l'Unimog 417 entre 1992 et 1998 dans l'usine Mercedes-Benz de Gaggenau. Au total, 1 223 véhicules ont été construits en six versions à partir de cette gamme d'Unimog de poids moyen.
Il était construit avec l'Unimog 408 de poids léger, tous deux disponibles avec des cabines angulaires de conception nouvelle : soit avec une hauteur surélevée, soit avec une hauteur normale. De plus, le capot était également disponible en deux versions : sous la forme dite «capot à canal visuel» avec une zone aplatie côté conducteur ou sous forme de capot symétrique.
En 1998, l'Unimog 418 a été abandonné sans successeur. Depuis lors, Mercedes-Benz propose soit des Unimog plus légers, les gammes 408 et 405, soit des Unimog plus lourds, les gammes 427 et 437.

## Aperçu de l'Unimog 418
| Modèle  | Nom de vente   | Cabine | Empattement | Puissance      | Chiffres de production | Remarques |
| ------- | -------------- | ------ | ----------- | -------------- | ---------------------- | --------- |
| 418.000 | U 130T, U 140T | Fermée | –           | 98 kW, 103 kW  | 11                     |           |
| 418.100 | U 110          | Fermée | 2 830 mm    | 75 kW          | 220                    |           |
| 418.102 | U 130, U 140   | Fermée | 2 830 mm    | 98 kW, 103 kW  | 779                    |           |
| 418.117 | U 140L         | Fermée | 3 470 mm    | 100 kW, 103 kW | 204                    |           |
| 418.217 | U 140L         | Fermée | 3 470 mm    | 100 kW, 103 kW | 5                      |           |
| 418.237 | U 140L         | Fermée | 3 900 mm    | 100 kW, 103 kW | 4                      |           |